# Чернов, Георгий Герасимович
Георгий Герасимович Чернов (25 ноября 1916, с. Радьковка, Курская губерния — 21 декабря 1944, Латвийская ССР) — летчик-штурмовик, штурман 232-го штурмового авиационного полка (289-й штурмовой авиационной дивизии, 7-го штурмового авиационного корпуса, 8-й воздушной армии, 4-го Украинского фронта), капитан. Герой Советского Союза.

## Биография
Родился 12 ноября 1916 года в селе Радьковка (ныне Прохоровского района Белгородской области) в крестьянской семье. Окончил 2 курса Белгородского педагогического техникума.
В Красной Армии с 1936 года. В 1937 году окончил Качинскую военную авиационную школу пилотов. Член ВКП(б) с 1940 года. Участник освободительного похода советских войск в Западную Украину и Западную Белоруссию 1939 года. На фронтах Великой Отечественной войны с июня 1941 года.
Штурман 232-го штурмового авиационного полка капитан Георгий Чернов к октябрю 1944 года совершил 140 успешных боевых вылетов на штурмовку войск противника, бомбардировку его военных объектов. На боевом счету капитана Г. Г. Чернова 23 уничтоженных на земле самолёта, 56 танков, 22 бронемашины, 12 артиллерийских батарей, 1150 солдат и офицеров противника.
Указом Президиума Верховного Совета СССР от 13 апреля 1944 года за образцовое выполнение боевых заданий командования и проявленные при этом мужество и героизм, капитану Чернову Георгию Герасимовичу присвоено звание Героя Советского Союза с вручением ордена Ленина и медали «Золотая Звезда».
Погиб при выполнении боевого задания в небе Латвии 21 декабря 1944 года. Похоронен на братском кладбище в посёлке Пампали Салдусского района.

## Награды
Награждён орденами Ленина, Красного Знамени, Отечественной войны 1-й степени, Красной Звезды, медалями.

## Память
В посёлке городского типа Прохоровка на Аллее Героев установлен бюст Г. Г. Чернова. Его именем названа Радьковская средняя школа.